# Voivres-lès-le-Mans
Voivres-lès-le-Mans – miejscowość i gmina we Francji, w regionie Kraj Loary, w departamencie Sarthe.
Według danych na rok 2010 gminę zamieszkiwało 1277 osób, a gęstość zaludnienia wynosiła 112 osób/km².